# Korejské demilitarizované pásmo

Demilitarizované pásmo mezi Severní a Jižní Koreou

Korejské demilitarizované pásmo (korejsky: 한반도 비무장 지대) je pás země protínající Korejský poloostrov zhruba na polovinu v okolí 38. rovnoběžky, který slouží jako nárazníková zóna mezi Severní a Jižní Koreou. Je 250 km dlouhé a přibližně 4 km široké. Pásmo vzniklo v roce 1953 po ukončení korejské války.
Na severní straně hranice se nachází přibližně 700 000 severokorejských vojáků a na jižní straně hranice je asi 400 000 jihokorejských vojáků.[zdroj?] Přímo v zóně se nachází vesnice Pchanmundžom, která je sídlem Společné bezpečnostní oblasti (Joint Security Area) a současně jediným dotekovým místem mezi oběma Korejemi. Další dvě vesnice jsou na obou stranách demilitarizované zóny sobě navzájem na dohled, na jihokorejské straně „vesnice svobody“ Täsong-dong a na severokorejské straně „vesnice míru“ Kidžong-dong, nazývaná též vesnice propagandy.
Různá místa demilitarizovaného pásma včetně Společné bezpečnostní oblasti jsou cílem jihokorejského turismu.